# Lycoris anhuiensis
Lycoris anhuiensis là một loài thực vật có hoa trong họ Amaryllidaceae. Loài này được Y.Xu & G.J.Fan mô tả khoa học đầu tiên năm 1982.